# Bomolocha subidalis
Bomolocha subidalis là một loài bướm đêm trong họ Noctuidae.